# Rhytidosporum alpinum
Rhytidosporum alpinum är en tvåhjärtbladig växtart som beskrevs av Mcgillivray. Rhytidosporum alpinum ingår i släktet Rhytidosporum och familjen Pittosporaceae. Inga underarter finns listade.